# Kulhuvudspindel
Kulhuvudspindel (Walckenaeria mitrata) är en spindelart som först beskrevs av Menge 1868.  Kulhuvudspindel ingår i släktet Walckenaeria och familjen täckvävarspindlar. Arten är reproducerande i Sverige. Inga underarter finns listade i Catalogue of Life.